# Бурмистенко Михайло Олексійович
Бурми́стенко Миха́йло Олексі́йович (9 (22) листопада 1902 , Олександрівка, Аткарський повітd, Саратовська губернія, Російська імперія  — 20 вересня 1941 , Лохвицький район, Полтавська область ) — український радянський державний і партійний діяч. 2-й секретар ЦК КП(б)У (1938–1941), член Політбюро ЦК КП(б)У (січень 1938 — вересень 1941), член Оргбюро ЦК КП(б)У (червень 1938 — вересень 1941), член ЦК КП(б)У (1938–1941). Депутат, перший голова Верховної ради Української РСР 1-го скликання (1938–1941). Член ЦК ВКП(б) (1939–1941). Депутат Верховної Ради СРСР 1-го скликання (1937–1941).

## Біографія
Народився 9 (22) листопада 1902 року в бідній селянській родині в селі Олександрівка, тепер Ртищевський район, Саратовська область, Росія. У 1912 році закінчив два класи церковно-приходської школи в Семиріченській області Туркестанського краю, у 1918 році закінчив Моршанську радянську трудову школу 2-го ступеня Тамбовської губернії. У 1918 році вступив до комсомолу. У 1918–1919 роках — секретар, голова Моршанського повітового комітету комсомолу Тамбовської губернії. Член РКП(б) з березня 1919 року.
У 1919–1920 роках — співробітник транспортної Надзвичайної комісії (ЧК) міста Моршанськ. У червні — жовтні 1920 року — помічник уповноваженого, уповноважений, а у жовтні 1920 — травні 1922 року — начальник інформаційного відділу, заступник начальника секретної частини транспортної Надзвичайної комісії (ЧК) міста Пензи. У червні — жовтні 1922 року — начальник інформаційного відділу транспортної Надзвичайної комісії (ЧК) міста Покровська Трудової Комуни німців Поволжя.
У жовтні 1922 — вересні 1923 року — завідувач відділу політичної просвіти Обласного комітету комсомолу Трудової Комуни німців Поволжя. У вересні — жовтні 1923 року — студент комуністичного університету (комвузу) в місті Петрограді.
У жовтні 1923 — квітні 1924 року — рядовий, політрук, уповноважений особливого відділу ДПУ 33-ї дивізії РСЧА Західного фронту. У травні 1924 — грудні 1926 року — начальник Політичного секретаріату обласного Військового комісаріату АРСР Німців Поволжя.
У грудні 1926 — березні 1927 року — заступник відповідального редактора, а у квітні — грудні 1927 року — відповідальний редактор обласної газети АРСР Німців Поволжя «Трудовая правда» у місті Покровську.
У грудні 1927 — липні 1929 року — студент редакторського відділу Комуністичного державного інституту журналістики у Москві, здобув спеціальність газетного робітника-журналіста.
У серпні 1929 — січні 1932 року — відповідальний редактор обласної газети АРСР Німців Поволжя «Трудовая правда» у місті Покровську (Енгельсі).
У лютому 1932 — листопаді 1935 року — 2-й секретар Калмицького обласного комітету ВКП(б).
У січні 1936 — серпні 1937 року — інструктор, у серпні 1937 — січні 1938 року — заступник завідувача відділу керівних партійних органів ЦК ВКП(б).
Від 27 січня до 13 червня 1938 року — виконувач обов'язків 2-го секретаря ЦК КП(б) України, від 18 червня 1938 до 9 вересня 1941 року — 2-й секретар ЦК КП(б) України. Від 27 січня 1938 року — член Політбюро ЦК КП(б) України.
26 червня 1938 року обраний депутатом до Верховної Ради УРСР 1-го скликання по Вінницькій міській виборчій окрузі Вінницької області. На першій сесії вперше обраної Верховної Ради УРСР 25 липня 1938 року обраний головою Верховної Ради Української РСР. З початком німецько-радянської війни займався організацією диверсійних загонів на території України.
У серпні 1941 року призначений членом Військової ради Південно-Західного фронту. У складі командування фронту потрапив в оточення під час оборони Києва. Зник безвісти 20 вересня 1941 року в урочищі Шумейкове поблизу села Ісківці Полтавської області при спробі виходу з оточення.

## Нагороди
- орден Леніна (7.02.1939, за видатні успіхи в сільському господарстві)[1]
- орден Вітчизняної війни 1-го ступеня (посмертно).

- орден Леніна (7.02.1939, за видатні успіхи в сільському господарстві)[1]
- орден Вітчизняної війни 1-го ступеня (посмертно).